# كريس بيرنال
كريس بيرنال هي عارضة فلبينية، ولدت في 17 مايو 1989 في مدينة كيزون في الفلبين.

## وصلات خارجية
- كريس بيرنال على موقع IMDb (الإنجليزية)
- كريس بيرنال على موقع قاعدة بيانات الفيلم (الإنجليزية)